# Луцій Каніній Галл (консул 2 року до н.е.)
Луцій Каніній Галл (лат. Lucius Caninius Gallus; ? — після 32 року) — політичний діяч ранньої Римської імперії, консул-суффект 2 року до н. е.

## Життєпис
Походив з роду нобілів Канініїв. Син Луція Канінія Галла, консула 37 року до н. е. Про молоді роки Луція Канінія мало відомостей. 
У 2 році до н. е. став консулом-суффектом разом з Гаєм Фуфієм Геміном та Квінтом Фабріцієм. На цій посаді здобув добрий авторитет й повагу. З 5 до 6 року як проконсул керував провінцією Африка.
За часів імператора Тиберія був призначений куратором берегів та течії Тибра, а також усіх каналів, які йшли до Риму. Тоді ж став членом колегії квіндецемвірів (точної дати немає). У 32 році провів сенатське рішення про долучення до переліку Сивільських книг ще двох, за що отримав догану від імператора Тиберія.